# کیارا کولیتسی
کیارا کولیتسی (ایتالیایی: Chiara Colizzi؛ زادهٔ ۲۹ مهٔ ۱۹۶۸) مدیر دوبلاژ و صداپیشه اهل ایتالیا است.
او دوبلور رسمی ایتالیایی نیکول کیدمن و کیت وینسلت است. او همچنین به‌جای امیلی واتسون، اوما تورمن و پنه‌لوپه کروز در فیلم‌هایشان حرف زده‌است. وی در مجموعه‌های تلویزیونی فرار از زندان و مردگان متحرک به‌جای سارا وین کالیز صحبت کرده‌است.